# Parosmylus prominens
Parosmylus prominens là một loài côn trùng trong họ Osmylidae thuộc bộ Neuroptera. Loài này được Needham miêu tả năm 1909.